# دار الكرمة للنشر والتوزيع
دار الكرمة للنشر والتوزيع هي دار نشر عربية تأسَّست عام 2013 بالعاصمة المصرية القاهرة حيثُ تعمل على نشرِ عددٍ من الكتب العربية أو تلك المُترجمة للغة العربية من لغاتٍ أخرى.

## قائمة الإصدارات
تعملُ دار كرمة للنشر والتوزيع على نشرِ عددٍ من الكتب والإصدارات بشكلٍ دوري كما تُشارك في مجموعة من معارض الكُتب في عددٍ من المدن العربيّة. هذه قائمة مُختَصرة بأبرز الكتب التي نشرتها دار كرمة للنشر والتوزيع:
كتبٌ عربيّة
- كحل وحبهان (عمر طاهر)
- ماذا حدث للثقافة في مصر (جلال أمين)
- انتصارٌ للسينما (سعيد شيمي)
- هوامش المقريزي: حكايات من مصر (صلاح عيسى)
- المائة الأعظم في تاريخ الإسلام (حسين أحمد أمين)
- صاحب البيت (لطيفة الزيات)
- الوسية/ الوارثون/السلطنة (خليل حسن خليل)
- حروب الرحماء (إبراهيم عيسى)
- المولودة (نادية كامل)
- أفراح المقبرة (أحمد خالد توفيق)
- صانع الظلام (تامر إبراهيم)
- مر مثل القهوة مر مثل الشوكولا (ميرنا الهلباوي)
- قَلبي يُحدِّثُني بأنَّكَ مُتْلِفي: مختارات من أجمل قصائد الصوفية (أسامة الصاوي)
- سلامي عليك يا زمان: مشاغبات وهموم صحفي عربي في الثمانينيات (صلاح عيسى)

كتبٌ مترجمة
- ظلام مرئي: مذكرات الجنون (وليام ستايرون)
- صاحب المِلك – ملحمة أسرة فورسايت (جون جالزورثي)
- اعتراف منتصف الليل (جورج دوهاميل)
- طيف ألكسندر ولف (جايتو جازدانوف)
- تقرير موضوعي عن سعادة مدمن المورفين (هانس فالادا)
- قلب الظلمات (جوزيف كونراد)
- أرض البشر (أنطوان دو سانت اكزوبيري)
- رسائل إلى شاعر شاب (راينر ماريا ريلكه)